# Corbie
Corbie é uma comuna do departamento de Somme, na França. É uma pequena cidade perto de Amiens. A cidade surgiu a partir da Abadia de Corbie, um dos centros de iluminura da época Merovíngia. 

## Abadia de Corbie
A Abadia de Corbie é um monastério beneditino dedicado a São Pedro. Foi fundado em 660. A Abadia é reconhecida por sua biblioteca, que foi formada a partir de obras que vieram da Itália) e por seu scriptorium (sala dedicada a cópia de manuscritos, na Idade Média). Era um importante centro para transmissão do conhecimento dos trabalhos da Antiguidade. Sua biblioteca continha trabalhos até mesmo inéditos de Tertuliano, obras de Villard de Honnecourt, trabalhos de Geometria de Euclides, Boécio e Cassiodoro. Hoje, acredita-se existir mais de duzentos manuscritos originais da Biblioteca de Corbie. 